# Bernt Ahrenholz

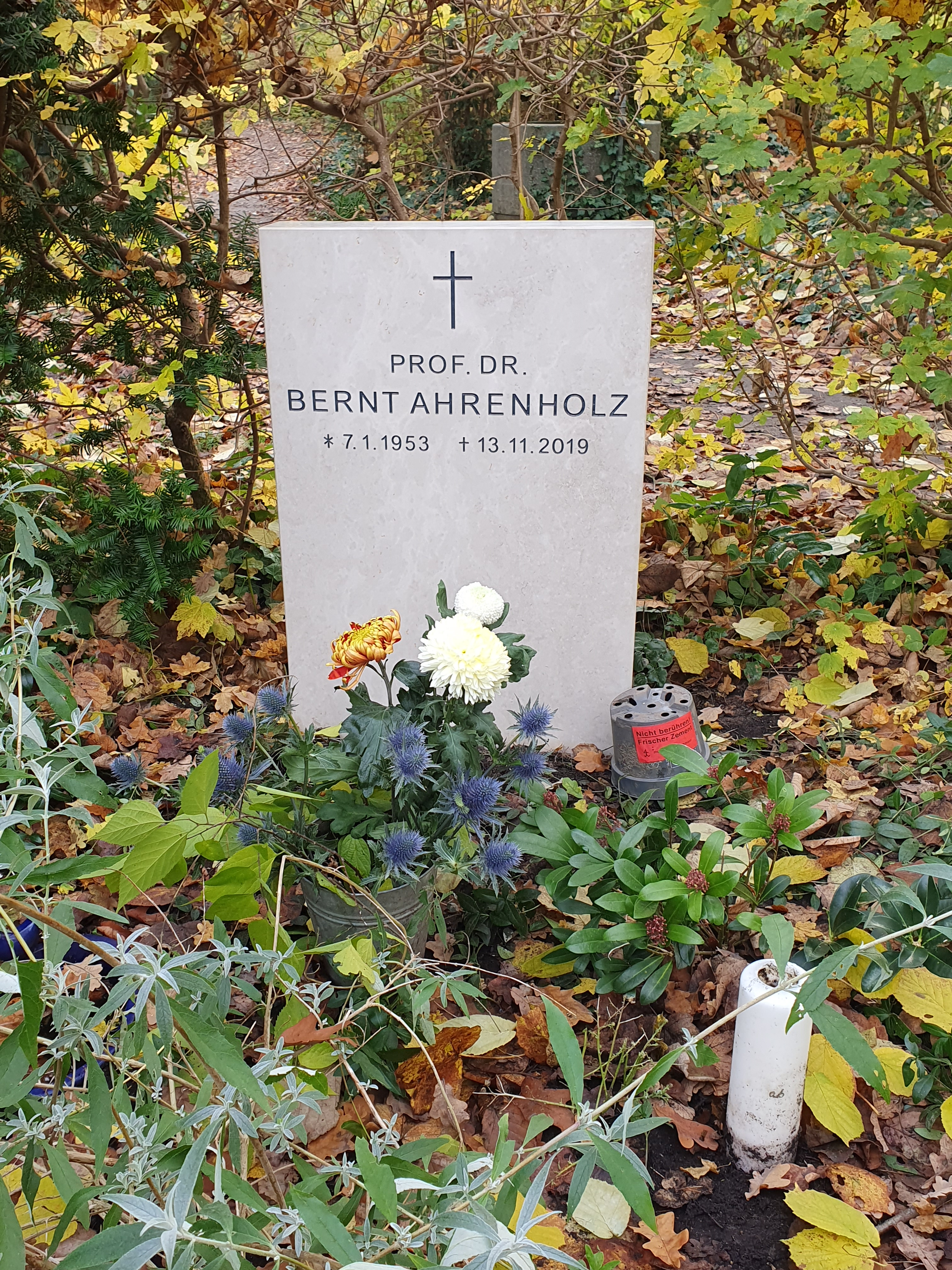
Grab von Bernt Ahrenholz auf dem Friedhof Heerstraße in Berlin (2021)

Bernt Ahrenholz (* 7. Januar 1953 in Westerstede; † 13. November 2019 in Berlin) war ein deutscher Germanist, Sprachwissenschaftler und Sprachdidaktiker.

## Leben
Von 1971 bis 1977 studierte Ahrenholz für das Lehramt für die Sekundarstufe II in den Fächern Deutsch und Gesellschaftslehre an der Universität Kassel und von 1977 bis 1980 Sozialwissenschaften an der Universität Bremen. Von 1978 bis 1981 war er Dozent für Deutsch als Fremdsprache an der Bremer Volkshochschule. Von 1980 bis 1981 war er Deutschlehrer in der Asylantenbetreuung. Von 1981 bis 1982 absolvierte er das Referendariat in der Sekundarstufe II in Bremen. Von 1983 bis 1988 war er DAAD-Lektor an der Universität Bari. Von 1989 bis 1990 war er Lehrer für Deutsch als Fremdsprache bei der Gesellschaft zur Förderung berufsspezifischer Ausbildung (GFBA) in Ludwigshafen. 1990 erhielt er die Laurea in Lingue e Letterature Straniere an der Università degli Studi di Bari. Von 1990 bis 1995 war er wissenschaftlicher Mitarbeiter im Zusatzstudium 'Deutsch als Fremdsprache' am Fachbereich Germanistik der Freien Universität Berlin (Aufgabengebiet: Grammatik, Methodik u. Didaktik). Nach der Promotion 1996 an der FU Berlin (Modalität und Diskurs - Instruktionen auf deutsch und italienisch. Eine Untersuchung zum Zweitspracherwerb) war er von 1996 bis 2001 wissenschaftlicher Mitarbeiter im Studiengebiet Deutsch als Fremdsprache am Fachbereich Philosophie und Geisteswissenschaften (Aufgabengebiet: Zweitspracherwerb, Grammatik, Methodik und Didaktik). Erstellung des Internetangebotes für den Studiengang.
2002/2003 vertrat er eine C3-Professur für Sprachwissenschaft und Sprachdidaktik an der Universität Lüneburg. Von 2003 bis 2004 war er wissenschaftlicher Mitarbeiter im DFG-Projekt Förderunterricht und Deutsch als Zweitspracherwerb an der TU Berlin (Ko-Leitung). Nach der Habilitation 2004 an der Freien Universität Berlin (Lehrbefähigung für „Deutsche Philologie (Sprachwissenschaft und Sprachdidaktik)“) war er von 2004 bis 2005 Lehrkraft für besondere Aufgaben im Bereich Deutsch als Fremdsprache an der Universität Mainz (Aufgabengebiete: Psycholinguistik / Sprachlehr- und -lernforschung, Deutsch als Zweitsprache und Multimedia einschließlich der Entwicklung von E-Learning-Angeboten). Von 2005 bis 2007 vertrat er die W2-Professur für Deutsch als Fremdsprache/Transkulturelle Germanistik an der TU Dresden; Leitung des Lernbereichs. Von 2007 bis 2009 war er W3-Professor für Sprachwissenschaft und Sprachdidaktik an der PH Ludwigsburg. Seit 2009 war er W3-Professor an der Universität Jena am Lehrstuhl für Auslandsgermanistik/Deutsch als Fremd- und Zweitsprache.
Am 13. November 2019 ist Bernt Ahrenholz im Alter von 66 gestorben. Sein Grab befindet sich auf dem Friedhof Heerstraße in Berlin.

## Schriften (Auswahl)
- Modalität und Diskurs. Instruktionen auf deutsch und italienisch. Eine Untersuchung zum Zweitspracherwerb und zur Textlinguistik. Tübingen 1998, ISBN 3-86057-712-3.
- Verweise mit Demonstrativa im gesprochenen Deutsch. Grammatik, Zweitspracherwerb und Deutsch als Fremdsprache. Berlin 2007, ISBN 3-11-018929-1.
- mit Patrick Grommes (Hrsg.): Zweitspracherwerb im Jugendalter. Berlin 2014, ISBN 3-11-031855-5.
- mit Ingelore Oomen-Welke (Hrsg.): Deutsch als Zweitsprache. Baltmannsweiler 2017, ISBN 3-8340-1601-2.